# 4 lata
4 lata – pierwszy singiel z solowego albumu Iwony Węgrowskiej, zatytułowanym po prostu Iwona Węgrowska. Piosenkę skomponował Gary Clarke, a tekst napisała Patrycja Kosiarkiewicz.
Singiel zadebiutował w rozgłośni radiowej Radia Zet, a następnie w RMF FM.